# Gerra (noctuídeos)
Gerra (Arctiidae) é um gênero de Lepidoptera (traça/mariposa) pertencente à família Arctiidae.
Foi identificado por Francis Walker em 1865.

## Espécies
- Gerra aelia H. Druce, 1889
- Gerra brephos Draudt, 1919
- Gerra lunata Köhler, 1936
- Gerra radiata Becker, 2010[3]
- Gerra radicalis Walker, 1865
- Gerra sevorsa Grote, 1882
  - Gerra sevorsa aedessa H. Druce, 1889[4]
- Gerra sophocles Dyar, 1912